# Tarsdorf
Tarsdorf ist eine österreichische Gemeinde mit 2148 Einwohnern (Stand 1. Jänner 2024) im Westen des Bezirks Braunau im Innviertel.

## Geografie

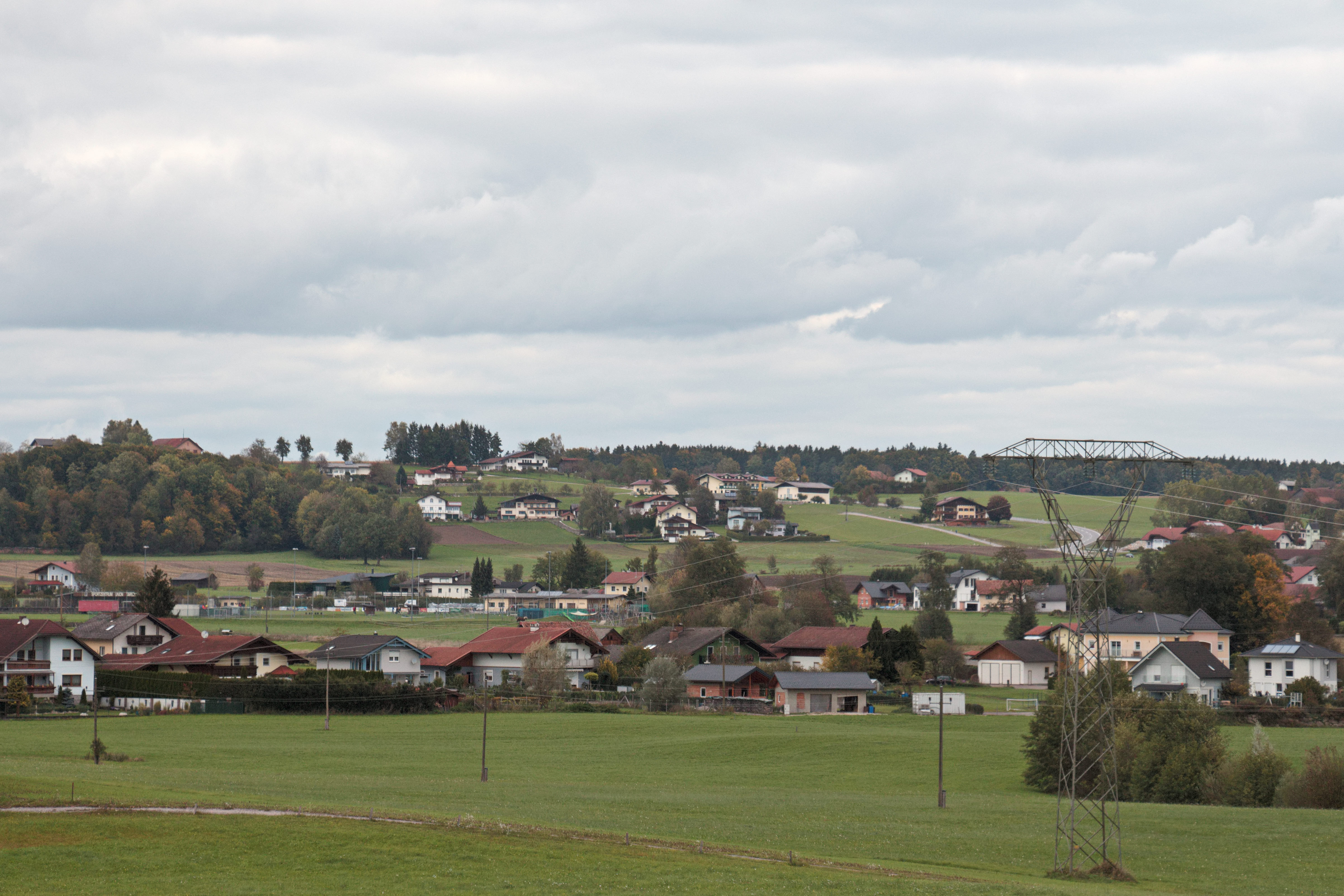
Blick von Eckldorf Richtung Tarsdorf

Tarsdorf liegt auf 429 m Höhe im Innviertel. Die Ausdehnung beträgt von Nord nach Süd 7,1 km, von West nach Ost 6,8 km. Die Gesamtfläche beträgt 32,2 km². 37,9 % der Fläche sind bewaldet, 54,7 % der Fläche sind landwirtschaftlich genutzt. Auf dem Gemeindegebiet befindet sich das Filzmoos, ein Hochmoor.

### Gemeindegliederung
Das Gemeindegebiet umfasst folgende 23 Ortschaften (in Klammern Einwohnerzahl Stand 1. Jänner 2024):
- Am Anger (66)
- Döstling (53)
- Eckldorf (68)
- Ehersdorf (205)
- Eichbichl (75)
- Fugging (114)
- Haid (50)
- Hofstadt (92)
- Hofweiden (108)
- Hörndl (221)
- Hucking (73)
- Leithen (71)
- Neues Dorf (102)
- Ölling (17)
- Schmidham (47)
- Sensberg (79)
- Sinzing (4)
- Staig (24)
- Tarsdorf (529)
- Wimm (1)
- Winham (55)
- Wolfing (47)
- Wupping (47)

Die Gemeinde besteht aus den Katastralgemeinden Eichbichl, Hofstadt und Hörndl.
Der zuständige Gerichtsbezirk ist der Gerichtsbezirk Mattighofen, bis 2004 gehörte die Gemeinde zum Gerichtsbezirk Wildshut.

### Nachbargemeinden
|              | Hochburg-Ach                                |            |
| St. Radegund | Kompassrose, die auf Nachbargemeinden zeigt | Geretsberg |
|              | Ostermiething                               |            |

## Geschichte
Funde im Weilhart-Forst zeigen, dass das Gemeindegebiet von Tarsdorf bereits in der Jungsteinzeit besiedelt war. Aus der Hallstattzeit sind Hügelgräber entdeckt worden. Um 500 vor Christus wurde das Gebiet von Kelten besiedelt.
In der Zeit der Römischen Vorherrschaft führte die Straße von Salzburg nach Burghausen durch Tarsdorf. Sie verlief durch Hofweiden, Tarsdorf, Hörndl. Aus diesen ersten vier nachchristlichen Jahrhunderten fand man zwischen den Orten Hofweiden und Tarsdorf die Reste einer villa rustica, einen Mühlstein, Scherben von Schüsseln, Ziegel der Fußbodenheizung, mit Pflanzenornamenten bemalte Putzstücke von Wänden und eine Silbermünze.
Die im 6. Jahrhundert einwandernden Bajuwaren rodeten große Teile des Weilhartforstes. Als um 700 die kirchliche Einteilung Bayerns vollzogen wurde, lag Tarsdorf nahe der Nordgrenze des Erzbistums Salzburg.
Die erste urkundliche Erwähnung erfolgte 1070 als Taritsdorf, das „Dorf des (Edelmannes) Tarit“, in den Büchern des Klosters Ranshofen.
In der Zeit von 1460 bis 1476 wurde die spätgotische Kirche erbaut und dem hl. Michael geweiht. Die Glocke trägt die Jahreszahl 1453. 1786 wurde Tarsdorf von der Pfarre Ostermiething getrennt und eine eigene Pfarre. 1834 wurde die Zenz-Kapelle errichtet, fünf Jahre später unterrichtete der Lehrer Nepomuk Sander im neu erbauten Schulhaus.
Zwei Jahre nach dem Revolutionsjahr 1848 wurde die politische Gemeinde Tarsdorf gegründet.
Die Installation des ersten Telefons in Tarsdorf erfolgte 1939, im Jahr 1950 wurde ein neues Schulhaus errichtet und 1951 daran das Gemeindehaus angebaut.

### Einwohnerentwicklung
1991 hatte die Gemeinde laut Volkszählung 1793 Einwohner, 2001 dann 1940 Einwohner. Da auch bis 2011 sowohl Geburtenbilanz als auch Wanderungsbilanz positiv blieben, stieg die Bevölkerungszahl auf 1.998 im Jahr 2011.

## Kultur und Sehenswürdigkeiten

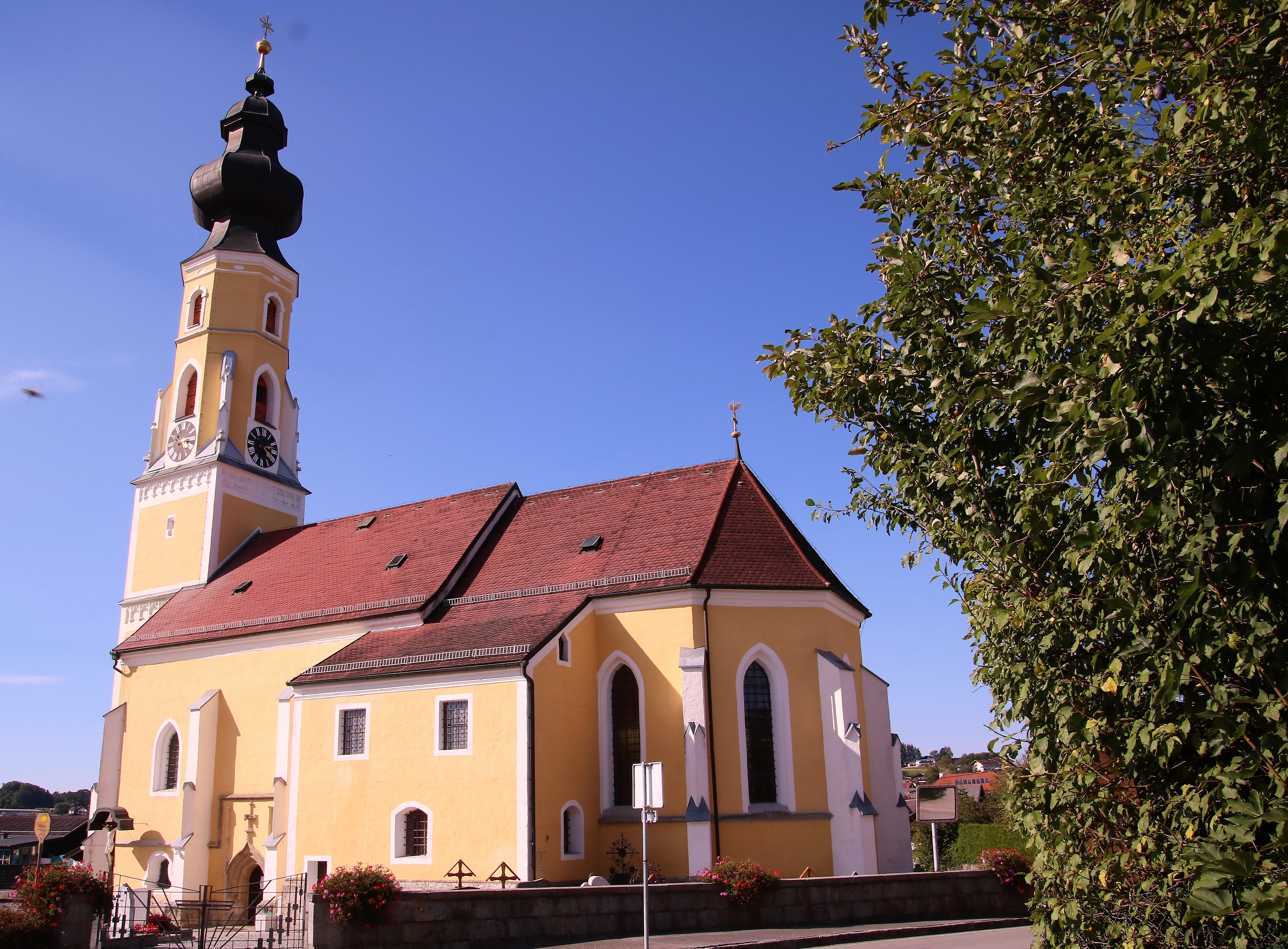
Pfarrkirche Tarsdorf

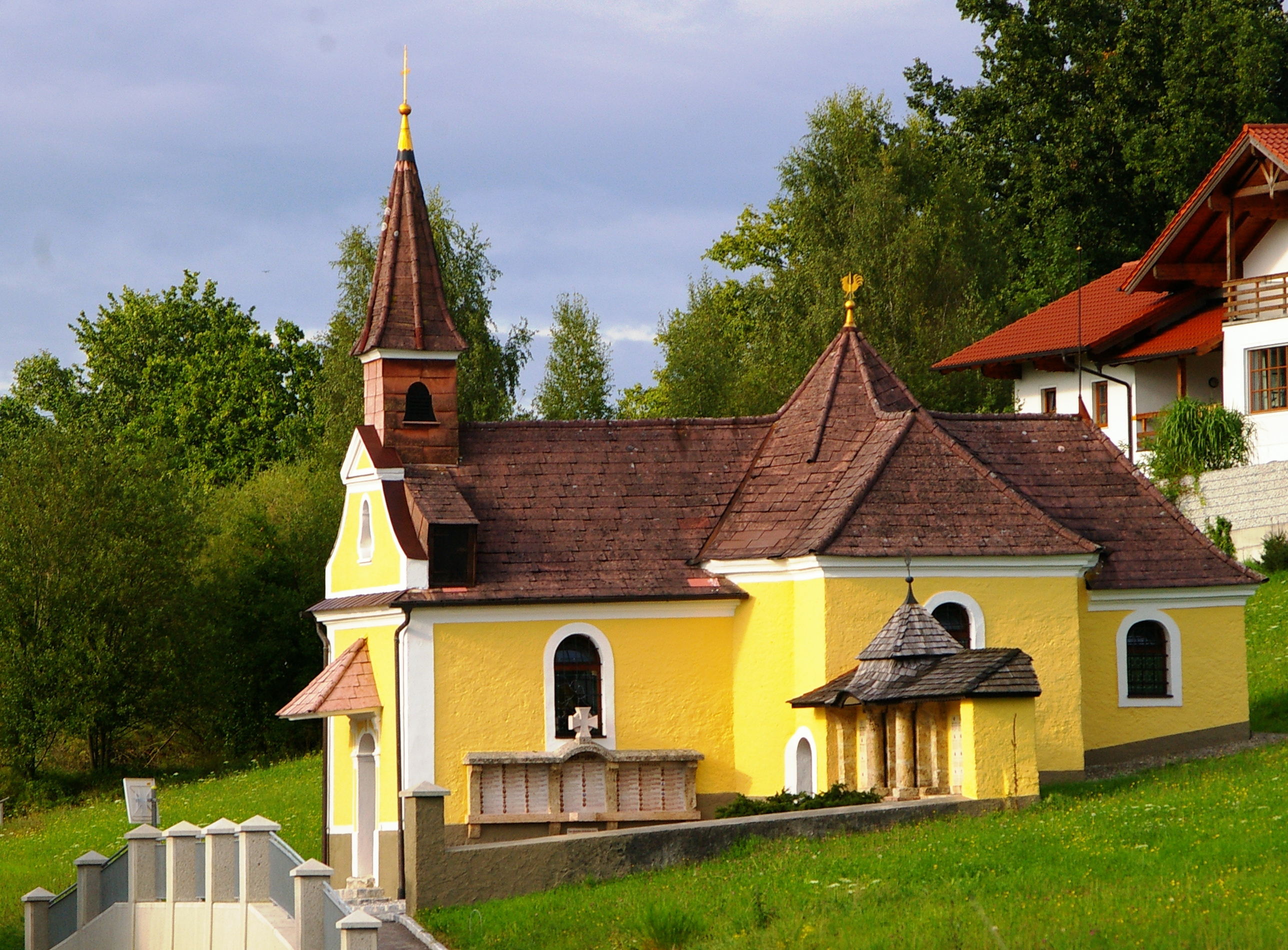
Marienkapelle

- Katholische Pfarrkirche Tarsdorf hl. Michael
- Marienkapelle

## Wirtschaft und Infrastruktur

### Wirtschaftssektoren
Von den 106 landwirtschaftlichen Betrieben des Jahres 2010 wurden 64 im Haupterwerb geführt. Diese bewirtschafteten achtzig Prozent der Flächen. Im Produktionssektor arbeiteten drei Viertel der Beschäftigten im Bereich Warenherstellung, über zwanzig Prozent in der Bauwirtschaft und zwölf Personen im Bergbau. Die größten Arbeitgeber im Dienstleistungssektor waren die Bereiche Handel und soziale und öffentliche Dienste.
| Wirtschaftssektor            | Anzahl Betriebe | Anzahl Betriebe | Erwerbstätige | Erwerbstätige |
| Wirtschaftssektor            | 2011            | 2001            | 2011          | 2001          |
| ---------------------------- | --------------- | --------------- | ------------- | ------------- |
| Land- und Forstwirtschaft 1) | 106             | 127             | 123           | 122           |
| Produktion                   | 21              | 19              | 420           | 333           |
| Dienstleistung               | 62              | 37              | 148           | 126           |

1) Betriebe mit Fläche in den Jahren 2010 und 1999

### Arbeitsmarkt, Pendeln
Im Jahr 2011 lebten 1092 Erwerbstätige in Tarsdorf. Davon arbeiteten dreißig Prozent in der Gemeinde, siebzig Prozent pendelten aus.

## Politik
Der Gemeinderat hat 19 Mitglieder.
- Mit den Gemeinderats- und Bürgermeisterwahlen in Oberösterreich 1997 hatte der Gemeinderat folgende Verteilung: 11 ÖVP, 6 FPÖ, 5 Tarsdorfer Bürgerliste und 3 SPÖ. (25 Mandate)
- Mit den Gemeinderats- und Bürgermeisterwahlen in Oberösterreich 2003 hatte der Gemeinderat folgende Verteilung: 13 ÖVP, 7 SPÖ, 3 Tarsdorfer Bürgerliste und 2 FPÖ. (25 Mandate)
- Mit den Gemeinderats- und Bürgermeisterwahlen in Oberösterreich 2009 hatte der Gemeinderat folgende Verteilung: 13 ÖVP, 5 FPÖ, 5 SPÖ und 2 Tarsdorfer Bürgerliste. (25 Mandate)
- Mit den Gemeinderats- und Bürgermeisterwahlen in Oberösterreich 2015 hatte der Gemeinderat folgende Verteilung: 14 ÖVP, 7 FPÖ und 4 SPÖ. (25 Mandate)
- Mit den Gemeinderats- und Bürgermeisterwahlen in Oberösterreich 2021 hat der Gemeinderat folgende Verteilung: 12 ÖVP, 4 FPÖ und 3 SPÖ. (19 Mandate)[10][11]

| Partei                 | 2015    | 2015    | 2009  | 2009    | 2003  | 2003    | 1997  | 1997    |
| Partei                 | Prozent | Mandate | %     | Mandate | %     | Mandate | %     | Mandate |
| ---------------------- | ------- | ------- | ----- | ------- | ----- | ------- | ----- | ------- |
| ÖVP                    | 55,99   | 14      | 50,50 | 13      | 51,20 | 13      | 43,62 | 11      |
| SPÖ                    | 15,62   | 4       | 18,98 | 5       | 28,00 | 7       | 11,29 | 3       |
| FPÖ                    | 28,39   | 7       | 20,87 | 5       | 8,05  | 2       | 24,61 | 6       |
| Tarsdorfer Bürgerliste |         |         | 9,65  | 2       | 12,75 | 3       | 20,48 | 5       |

### Bürgermeister
Bürgermeister seit 1850 waren:
- 1850–1855 Georg Schuster
- 1855–1858 Georg Leidl
- 1858–1861 Thomas Damoser
- 1861–1864 Sebastian Sommerauer
- 1864–1867 Philipp Damoser
- 1867–1870 Johann Hollersbacher
- 1870–1874 Michael Stadler
- 1874–1876 Jakob Sommerauer
- 1876–1879 Johann Hollersbacher
- 1879–1885 Johann Spitzauer
- 1885–1894 Michael Thanner
- 1894–1909 Georg Neuhuber
- 1909–1912 Leopold Peterlechner
- 1912–1919 Josef Schuster
- 1919–1924 Georg Wengler
- 1924–1929 Johann Bachmaier
- 1929–1935 Konrad Sinzinger
- 1935–1938 Wolfgang Hager
- 1938–1945 Eduard Schuster
- 1945–1946 Johann Hager
- 1946–1949 Franz Sommerauer
- 1949–1955 Franz Auer
- 1955–1979 Peter Klinger
- 1979–1991 Ernst Bachmaier
- 1991–2003 Siegfried Höppl
- 2003–2015 Franz Meindl (ÖVP)
- seit 2015 Andrea Holzner (ÖVP)

### Wappen
Offizielle Beschreibung des Gemeindewappens: In Rot ein goldenes Flammenschwert, begleitet rechts von einer silbernen Waldmeisterblüte mit silbernem Stiel und silbernen Blättern, links von einer silbernen Rosmarinheideblüte mit silbernem Stiel und einem silbernen Blatt. Die Gemeindefarben sind Grün-Weiß-Rot.

## Persönlichkeiten

### Söhne und Töchter der Gemeinde
- Richard Puchner (1883–1965), Architekt und Baumeister
- Georg Dechant (1884–1953), Politiker, Landwirt und Gastwirt